# هنري بولاك
هنري بولاك (بالهولندية: Henri Polak)‏ هو نقابي وسياسي هولندي، ولد في 22 فبراير 1868 في أمستردام في هولندا، وتوفي في 18 فبراير 1943 في لارين في هولندا. حزبياً، نشط في حزب العمال الديمقراطي الاجتماعي وحزب العمل. وقد انتخب عضو مجلس الشيوخ في هولندا وانتخب عضو مجلس نواب هولندا ‏.